# Alpicat
Alpicat là một đô thị trong tỉnh Lleida, cộng đồng tự trị Cataluña Tây Ban Nha. Đô thị Alpicat có diện tích là 15,3 ki-lô-mét vuông, dân số năm 2009 là 6116 người với mật độ 399,74 người/km². Đô thị Alpicat có cự ly 8,7 km so với tỉnh lỵ Lleida.